# Cividade de Bagunte
A Cividade de Bagunte, ou Castro de Bagunte, localiza-se em Bagunte, na atual freguesia de Bagunte, Ferreiró, Outeiro Maior e Parada, no município de Vila do Conde, Distrito do Porto, em Portugal.
Constitui-se como um dos grandes povoados da Cultura Castreja do noroeste da Península Ibérica e terá sido um centro populacional de apreciáveis dimensões, ombreando com outros povoados como a Citânia de Sanfins (Paços de Ferreira), a Citânia de Briteiros (Guimarães), o Castro das Eiras (Vila Nova de Famalicão) e o Castro de Alvarelhos (Trofa). Como núcleo arqueológico, é um dos mais importantes vestígios históricos do concelho de Vila do Conde.
O Castro de Bagunte encontra-se classificado como Monumento Nacional desde 1910.

## História
Em posição dominante no alto de uma elevação proeminente, constitui-se em um povoado fortificado da Idade do Ferro, posteriormente romanizado. Apresentava-se como a guardiã da entrada dos vales dos rios Ave e Este, coadjuvada por um grupo de pequenos povoados do mesmo período, coexistentes na região imediatamente circundante.

## Características
Possuía cerca de oitocentas casas, onde habitaram de duas a quatro mil pessoas, distribuídas por uma área com cerca de 325 metros de comprimento por 150 metros de largura.
Possuía, pelo menos, cinco linhas de muralhas, no interior das quais foram identificadas estruturas habitacionais de planta predominantemente circular e retangular, agrupadas em aparentes "quarteirões".